# Ambatomanjaka
Ambatomanjaka est une commune rurale située dans le District de Miarinarivo au sein de la région d'Itasy de la Province d'Antananarivo, au centre du Madagascar.